# Traktorgängstapartyrap
Traktorgängstapartyrap är det tredje studioalbumet från den österrikiska gruppen Trackshittaz. Albumet släpptes den 6 januari 2012 och innehåller 17 låtar. Tre singlar släpptes från albumet. Efter att Trackshittaz båda första album toppat landets albumlista blev detta det första albumet som inte tog sig in på listan överhuvudtaget. Förutom de nya singlarna innehåller albumet låtar från Trackshittaz två första album. En av de nya singlarna, "Wackl mit dem Popo", är den tyska versionen av "Woki mit deim Popo", låten på bayerska som Trackshittaz vann Österrikes nationella uttagningsfinal till Eurovision Song Contest 2012 med.

## Låtlista
1. Oida Taunz! (Tysk version) - 3:18
2. Laudaah - 3:46
3. Grüllarei - 3:49
4. Prolettn feian längaah - 3:32
5. Killalady - 3:07
6. De Würfin san gfoin - 4:29
7. Guuugarutz - 3:16
8. Neicha Tog, neiches Liad - 3:22
9. Wackl mit dem Popo - 2:57
10. Wien bei Nacht (Heit is Wien ang'sagt) (feat. Rainhard Fendrich) - 4:11
11. Pumpn Muas's - 3:04
12. Oida Chüüü - 3:32
13. Feriieeeen - 4:38
14. Touchdown (Bonus) - 3:43
15. Oida Taunz! (Bonus) - 3:16
16. Laudaah (Markito's Laudatio Remix) - 5:44
17. Oida Taunz! (Tysk version) (Musikvideo) - 3:21